# Afonso Emílio Massot

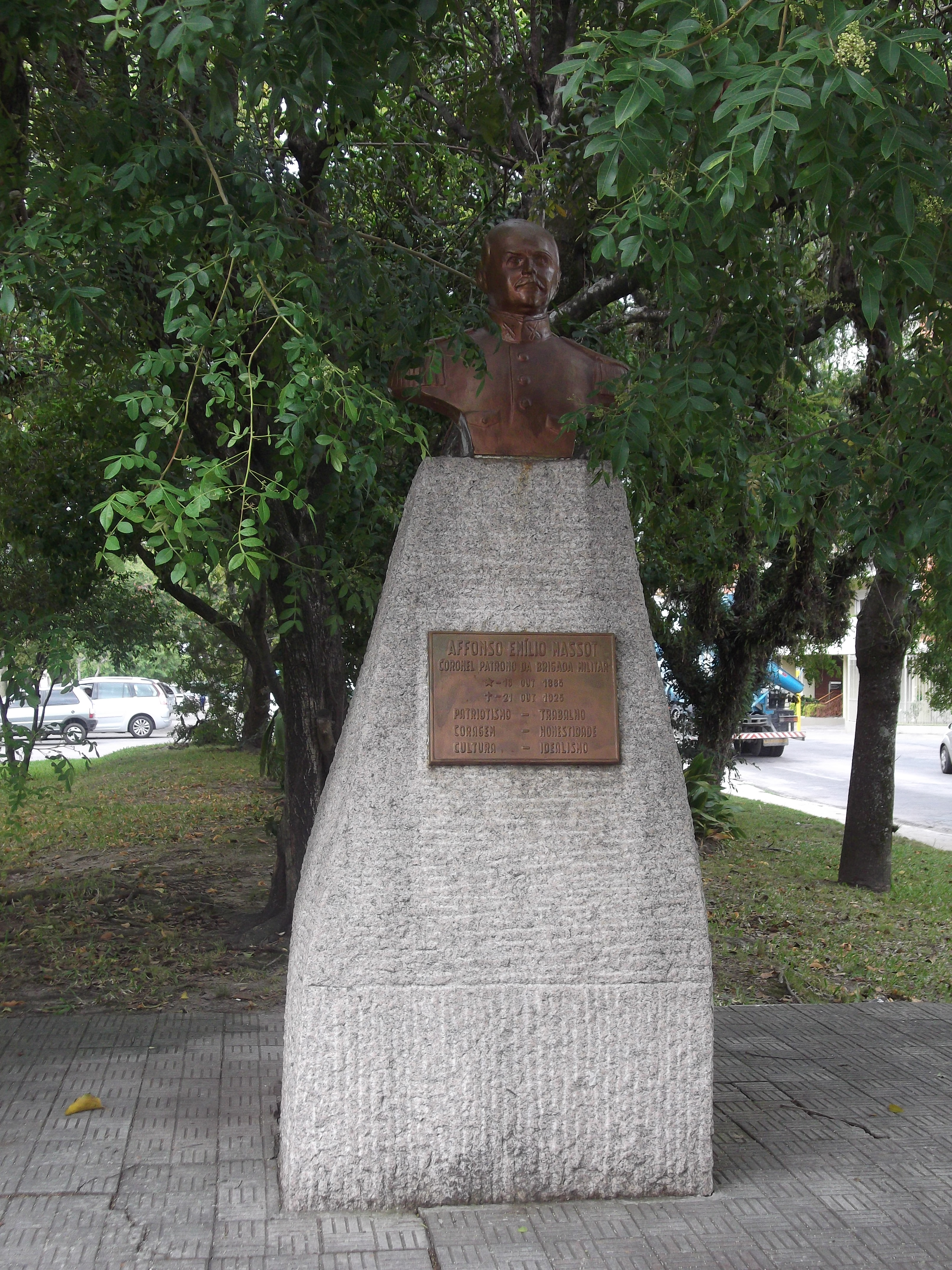
Busto de A. E. Massot, Pelotas, Brasil.

Affonso Emílio Massot, o Coronel Massot (Pelotas, 16 de outubro de 1865 – Porto Alegre, 21 de outubro de 1925), foi um militar brasileiro, comandante por mais de 20 anos da Brigada Militar do Rio Grande do Sul e seu Patrono.

## Biografia
Era filho de Alphonse Theodore Emile Massot de Messimy, natural da França, e de Cesária Amélia Berny de Laquintinie Massot. Seus irmãos, todos nascidos também em Pelotas, eram: Luís Carlos, Leonidia, Céphise, César, Amadeu – que também foi coronel da Brigada – e Leontina. Em 19 de Abril de 1902, casou-se com  Maria Eduarda de Alencastro, filha de José Joaquim de Alencastro e de Jascyntha Cândida Ribas de Alencastro, e dessa união nasceram os filhos Eurico de Alencastro Massot, casado com Mafalda Leone; Eleonora de Alencastro Massot, escritora; Sara de Alencastro Massot (que faleceu um mês e 20 dias após seu pai); Maria Regina de Alencastro Massot Capanema, casada com o Ministro, Deputado e Senador Gustavo Capanema e João Batista de Alencastro Massot, tabelião no Rio de Janeiro, casado com Zita Cardoso Pessanha.
Massot fez seus primeiros estudos com o próprio pai que dirigia o chamado Curso Racional. Mais tarde passou a estudar com seu tio materno Carlos José de Laquintinie. Posteriormente, seguindo a vocação paterna, e em companhia de seu irmão Luiz Carlos, fundou  em Pelotas o Colégio Evolução, do qual era seu diretor, e onde lecionava francês, geografia e outras matérias. Ainda moço, fica órfão e chama a si a responsabilidade de educação dos seus irmãos mais jovens: Amadeu e Leontina. A par de suas atividades profissionais, atuava em outros setores. Era um excelente tribuno e a sua oratória o destacava entre os demais. Pertencia a ordem maçônica tendo sido Venerável Mestre da Loja Rio Branco.
Com a extinção da Guarda Cívica, foi criada pelo Ato 357, do Presidente Fernando Abott, em 15 de Outubro de 1892, a Brigada Militar, para conter a Revolução Federalista que devastava o Estado. E na organização da Milícia recém-criada estava prevista a criação de uma Unidade da reserva, na cidade de Pelotas. Massot ingressou na força como capitão comandante do 1º Batalhão de Infantaria da Reserva da Brigada Militar, na cidade de Pelotas, trocando, assim, a profissão de professor pela de militar.
No ano de 1893, ocorreu o seu batismo de fogo, ao participar a 11 de Fevereiro, do Combate do Salsinho, contra as tropas de Gumercindo Saraiva, no local chamado de Carpinteria. Ainda nesse ano, participou ativamente nos combates de Upamaroti, a 12 de Maio, conduzindo uma linha de atiradores da sua unidade, pois havia assumido o Comando do 2º Batalhas da Reserva, a 26 de Abril; Arroio Piraí, em Bagé, a 20 de Junho onde comandou uma carga de baionetas; e Serrilhada, a 23 de Junho, contra uma força de cavalaria dos rebeldes.
Em 4 de novembro foi promovido a major, sendo efetivado, a 17, no Comando do 2º Batalhão da Reserva. Dias depois seguiu para Bagé onde participou de 24 de Novembro de 1893 a 8 de Janeiro de 1894, da resistência ao Sítio de Bagé. Nesta ação defensiva, Massot foi ferido no peito. A sua atuação neste Sitio motivou uma proposta do Coronel Carlos Teles, para que lhe fossem conferidos pelo Governo Federal, as honras de coronel do Exército. Massot não aceitou, para não ficar acima dos Tenentes-coronéis que comandavam Corpos da Brigada. Mas aceitou mais tarde, as de Tenente-coronel do Exército, nomeado por decreto e Carta Patente assinada pelo Presidente Floriano Peixoto.
No ano de 1894, após se restabelecer do ferimento voltou à ação em 6 de abril, participando da Brigada Teles, seguindo para Rio Grande e tomando parte no Combate da Estação da Quinta a 11 daquele mês, impedindo que os rebeldes invadissem Rio Grande, por terra. À tarde entravam as tropas da Brigada Teles na cidade, onde Massot recebeu os galões de Tenente Coronel e a nomeação para o 2º Batalhão da Reserva, onde vinha prestando serviços desde abril do ano anterior. Ainda nesse ano de 1894, o Tenente Coronel Affonso Emílio Massot era incluído nos quadros efetivos da Brigada Militar, cujo Comandante Geral era o Coronel do Exército Joaquim Pantaleão Telles de Queiroz. No ano de 1895, a 6 de Janeiro, Massot enfrenta em Cacimbinhas, hoje Pinheiro Machado, as Forças do General José Maria Guerreiro Vitória. A 5 de Março lutava contra as tropas de Aparício Saraiva e a 21, novamente enfrentava Aparício, na Estiva, zona do Ponche Verde. E a 13 de Abril participa do Combate de Dom Pedrito, em perseguição às Forças de Aparício Saraiva e Guerreiro Vitória, sendo este o último combate que participou na Revolução Federalista. A 23 de Abril, assumiu o Ten. Cel. Massot, o Comando do 2° Batalhão de Infantaria, da ativa, da Brigada Militar, seguindo então para a cidade de Rio Grande e depois para Porto Alegre, onde aquartelou. A seguir foi firmada a Paz. Firmaram-na em Pelotas na residência de um dos protagonistas, situada na rua 15 de novembro N° 810, prédio ainda existente.
Massot, aos 30 anos de idade, com quase três anos de atividades bélicas, resolveu voltar à antiga profissão. Requereu a sua demissão, mas seu requerimento foi indeferido pelo Presidente do Estado, Dr. Júlio Prates de Castilhos, com a alegação que Massot merecia toda a sua confiança e a do Comandante Geral. O Presidente o recebe pessoalmente, em palácio, pedindo que continuasse no serviço ativo. E o oficial aceita as ponderações e permanece no Comando do 2º Batalhão de Infantaria. Em 1914 recebeu o Comando Interino da Brigada Militar até 1917, quando foi promovido ao posto de Coronel e efetivado na função.
A partir deste período começaram a se realizar os sonhos de Massot, relativos à Brigada Militar. Teve início a fase de ouro da Milícia quanto à parte administrativa, técnica, tática e cultural, relativas à estrutura existente, com os seguintes eventos:
- Criação do Curso de Ensino, mais tarde Curso de Preparação Militar, hoje o Curso de Formação de Oficiais;
- Regulamentação para o HBM;
- Criação da Escolta Presidencial, hoje 4º RPMon;
- A Milícia passa a ser Força Auxiliar do Exército;
- São criadas três Escolas: Ginástica, Esgrima e Equitação;
- Aquisição de terreno para o quartel do 1º RC;
- Inauguração do Quartel do 2º RC;
- Reorganização Geral da Brigada Militar;
- Mudança do 1º RC para Santa Maria;
- Criação do Posto de Aspirante Oficial;
- Formatura da 1ª Turma do CPM (CFO);
- Criação do Serviço de Aviação e trem blindado;
- Tradução do livro “O novo oficial de infantaria na guerra” pelo próprio Coronel Massot;
- Em 1923, exercendo as funções de Comandante Geral da Brigada Militar, recebeu a visita da Missão Francesa, comandada pelo General Gamelin, herói da Primeira Guerra Mundial.

## Homenagens
Em 20 de outubro de 1953, recebeu o título de Patrono da Brigada Militar. Em 1992, nos 127 aos de seu nascimento e 100 anos da Brigada Militar, foi inaugurada uma estátua em sua homenagem. Nos 155 anos da corporação, foi inaugurado um busto de Massot em Pelotas, com 155cm de altura.